# Spodnje Dobje, Bekštanj
Spodnje Dobje (nemško Unteraichwald) je naselje v Občini Bekštanj v Okraju Beljak-dežela na Koroškem v Avstriji.